# Комитет по промишлеността
Комитетът по промишлеността е държавна институция в България, съществувала през 1959-1962 година. Образуван е с разделянето на Комитета по промишлеността и техническия прогрес. Има ранг на министерство и задачата му е да управлява добивната и преработващата промишленост, които по това време са почти изцяло национализирани. Три години след създаването си е разделен на Комитет по машиностроене, Комитет по лека и хранителна промишленост, Комитет по енергетиката и горивата и Комитет по химия и металургия.
През цялото му съществуване председател на Комитета по промишлеността е Атанас Димитров.